# Pierre Allemane
Richard Louis Pierre Allemane (Montpeller, Hérault, 19 de gener de 1982 – Autreville, Aisne, 24 de maig de 1956) va ser un futbolista francès que va prendre part en els Jocs Olímpics de París de 1900, on guanyà la medalla de plata com a membre de la selecció francesa, representada per la Union des sociétés françaises de sports athlétiques.
En el seu palmarès també destaca el campionat de França de 1907 amb el Racing Club de France.